# Gil Moreira dos Santos
Gil Pereira Moreira dos Santos (Porto, 1 de Dezembro de 1940) é um juiz português.

## Biografia
Gil Pereira Moreira dos Santos é licenciado em Direito pela Faculdade de Direito de Lisboa em 19 de Julho de 1962,Ingressa na Magistratura em 30 de Agosto de 1962.
Exerce funções como Subdelegado e Delegado do Procurador da República nas comarcas de Vila da Feira, Amares, Melgaço, Beja. Santo Tirso e Porto.
Passa para a magistratura judicial e ocupa o cargo de Juiz de Direito da comarca de Cinfães de 19.05.1970 a 14.02.1973.
É em seguida colocado em comissão de serviço como Adjunto do Procurador da República na Relação do Porto.
É professor convidado de Processo Civil e de Processo Penal da Universidade Portucalense Infante D. Henrique.

## Tribunal Plenário do Porto
No exercício desse cargo intervém em diversos julgamentos
O Conselho Superior Judiciário alegando a lei que prevê a suspensão de funções de Magistrado por fundadas dúvidas sobre a sua idoneidade moral e profissional suspende - o em Março de 1975.
O seu advogado, Bastonário  Augusto Lopes Cardoso move diversos processos ao Estado Português e obtém a sua  reintegraçãoe colocação na comarca de Vila Nova de Gaia em 14.04.1976.
É em seguida promovido e colocado na comarca de Guimarães.
Solicita licença sem vencimento e seguidamente ingressa na advocacia.

## Obras publicadas
- Noções de Processo Penal. Porto, editora O Oiro do Dia, [1994].
- prisão preventiva. Coimbra : in Para uma nova justiça penal  [1983].